# Ér (anatómia)

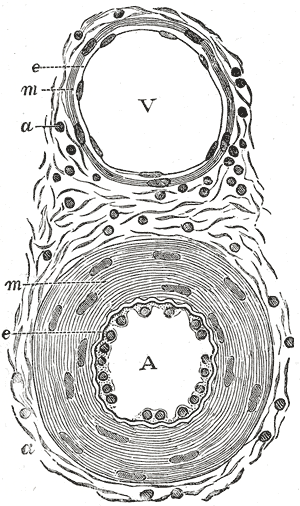
Egy kis artéria (A) és véna (V) keresztmetszetének vázlatos képe. e: endothelium; m: izom; a: adventitia.

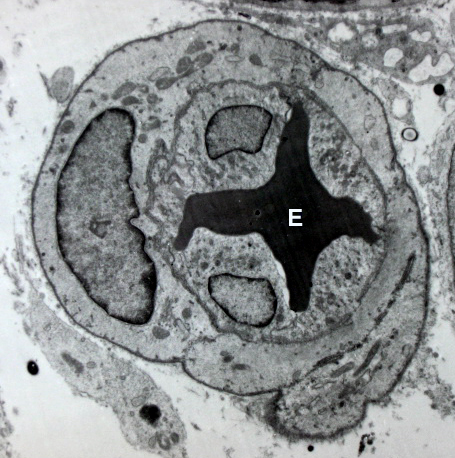
Egy hajszálér nagyságrendű véredény elektronmikroszkópos (TEM) felvétele. Az érben, sötét, szerkezetnélküli képződményként, egy eltorzult vörösvértest (E) látható. A belső réteget (tunica intima) endothel sejtek, a külső réteget (tunica adventitia) periciták alkotják.

Az erek (latinul vas) csőszerű szervek, melyekben valamilyen testfolyadék áramlik. Az ér üregét érlumennek, falát érfalnak nevezik. A vérerek (véredény, lat. vas sanguineum, ang. blood vessel) zárt rendszert alkotnak, bennük vér áramlik, mely különféle vegyületeket és megfelelő vérsejteket szállít a megfelelő helyre.

## Vér- és nyirokáramlás
A folyamatos áramlást a szív pumpafunkciója biztosítja. A szívtől a szövetek felé haladó ereket artériáknak (ütőerek, verőerek), a szövetektől a szív felé haladó ereket pedig vénáknak (gyűjtőerek, visszerek) nevezik. A kettő között a szöveteket dús hajszálér-hálózat (kapilláris-hálózat) szövi át, melyben a vér és a szövet közti anyagforgalom végbemegy. (A kapillárisok területén történik pl. a sejtek oxigénnel és tápanyagokkal történő ellátása.) A nyirokerek (nyirokedény, lat. vas lymphaticum, ang. lymph vessel) nyílt rendszert képeznek: a szövetek sejten kívüli (extracelluláris) sejtközötti terében felhalmozódó szövetközötti (intersticiális) folyadékot nyirokcsomók érintésével a vénák felé szállítják. A nyirokerekben áramló folyadék neve értelemszerűen nyirok. Az artériákban billentyűk nincsenek, míg a vénákban (a nagy vénák kivételével) szakaszonként a vér visszaáramlását akadályozó, zsebszerű belhártyakettőzeteket vannak. Különösen sűrű billentyűrendszer van a nyirokerekben. Ez elősegíti azt, hogy az izommozgás, és egyéb okok kiváltotta nyomásváltozások (így pl. a gyógymasszázs) kedvezően befolyásolják a vénás vér és a nyirok visszaáramlását. (Az artériás és vénás kötegek elrendeződéséből adódik, hogy a szív pumpafunkciója a közvetve hat a vénás visszaáramlásra is.)

## Az érfal szerkezete
Az érfalnak három rétege különíthető el, ezek belülről kifelé:
- A belső réteg (tunica intima) elszigeteli a testfolyadékot a környező szövetektől. Legbelső, a testfolyadékkal közvetlenül érintkező részét egyrétegű laphám alkotja, ennek neve endothel (endothelium). A hámsejtek alaphártyán (lamina basalis) rögzülnek. Ettől kijjebb a subendothel (stratum subendothelium) rétege található, melyet laza rostos kötőszövet alkot. Izmos típusú artériákban és egyes nagyobb vénákban ettől kintebb egy rugalmas réteg is elhelyezkedik, melynek neve membrana elastica interna.
- A középső réteg (tunica media) az artériák falában különösen fejlett. Az artériáknak két típusa van. A nagy artériák (az aorta és közvetlen ágai) rugalmas (elasticus) típusúak. Ezek középső rétegében a rugalmas rostokból álló rétegek dominálnak. Az elosztó közepes és kis artériák izmos (muscularis) típusúak. Középső rétegüket főként körkörös (pontosabban spirális lefutású) simaizomsejtek és rugalmas rostok alkotják.
- A külső réteg (tunica adventitia) inkább a vénák falában fejlett. Főként hosszanti lefutású kollagén rostok és rugalmas rostok alkotják, de simaizomsejteket is tartalmazhat (az utóbbiak különösen az alsó végtag nagy bőrvénáiban erős hosszanti, ill. enyhén spirális kötegeket alkotnak) . Benne helyezkednek el az érfalat ellátó idegek (nervi vasculares) és tápláló erecskék (vasa vasorum).

## Érkötegek
A szívből eredő és oda vezető nagy erek (aorta, vena cava superior et inferior) között vannak tájanatómiai összefüggések, de kapcsolatuk nem szoros. A kisebb ágakra elosztó- gyűjtő ágakra mindinkább jellemző az, hogy közös kötőszövetes hüvelyben (vagina vasorum) futnak. (Egy artériát két véna kísér). Ennek az elrendezésnek két szempontból is van élettani szerepe. Egyrészt az artériás pulzus rendszeresen összenyomja a vele futó vénákat, ezzel elősegíti – a billentyűkkel rendelkező vénákban a vér visszaáramlását -, másrészt ellenáramú hőkicserélőként is működik a perifériáról visszaáramló hidegeb vénás és a periféria felé tartó melegebb artériás véráram között. Ez elősegíti a maghőmérséklet stabilan tartását. (Egészen komplex hőkicserélő rendszert írtak le eszkimó kutyák lábában, ahol a találkozó artériás és vénás rendszer bőséges érhálózatra bomlik. Persze ott más olvadáspontú a lábakban a zsírok összetétele is, stb. Ezt persze csak érdekességként említjük.)

## Érhálózatok
Az artériás érhálózatok ott alakultak ki, ahol valamilyen színű (filtrációs)" és kiválasztó működésre is szükség van. Ilyenek a vesetestecskék érgomolyagai "(glomerulus)", vagy az agykamrák érfonatai "(plexus chorieoideus)". A vénás érhálózatok inkább a vénás elvezetés nehézségeit kompenzálják.

## Kollaterálisok és anasztomózisok
Az adott erek – bizonyos körülmények között – nem képesek az adott terület ellátására. Ezek többnyire kóros állapotok, de bizonyos körülmények között "normálnak" mondott körülmények között is előfordulhat. A kollaterálisok az adott terület ellátására szolgáló artériák közel egyirányú mellékágai, amelyek az artériás törzs felsőbb szakaszát annak alsóbb szakaszával köti össze, a fő ág megkerülésével. Az anasztomozisok az ugyanazon területet ellátó erek közötti oldalirányú összeköttetések. Nagyon fejlett kollaterális- és anasztomózis-rendszer van az ízületek környezetében – nyilván a mozgások okozta vérellátási változások – kompenzálására. Az anasztomózisok és kollaterálisok által biztosított vérellátás igen fontos szerepet tölt be az előbb említett szervrendszereknél. Ezek a mechanizmusok elég korlátozottan hatékonyak olyan életfontos szerveknél, mint a központi idegrendszer, a szív vagy az emésztőrendszer.